# Radio Stars
Radio Stars war eine britische Band. Sie wurde 1977 in London gegründet und spielte melodischen Punkrock mit Einflüssen aus dem Psychedelic Rock und Glam Rock.

## Geschichte
Gegründet wurde die Band vom Sänger Andy Ellison, der bereits zusammen mit Marc Bolan bei John’s Children gespielt hatte, dem Gitarristen Ian MacLeod, dem Bassisten und Komponisten Martin Gordon und dem Schlagzeuger Steve Parry. 1978 kam noch der Gitarrist Trevor White dazu. Die Bandmitglieder hatten bereits gemeinsame musikalische Erfahrungen in der Gruppe „Jet“ gesammelt und bekamen deshalb schnell einen Plattenvertrag bei Chiswick Records.
Die Radio Stars veröffentlichten einige Singles, darunter Radio Stars, Dirty Pictures und  From A Rabbit. Sie brachten die beiden Alben: Songs for Swinging Lovers und The Holiday Album heraus.
Der Sänger der Band war bekannt für seine wilden Bühnenauftritte, bei denen er pausenlos von den Verstärkertürmen sprang und aus mehreren Metern Höhe mit den Knien voran auf dem Bühnenboden landete. Die Radio Stars waren 1977 und 1978 im Vorprogramm von Eddie & the Hot Rods.
Mit der Single Nervous Wreck erreichten die Radio Stars zwar die UK-Charts, der große Erfolg blieb jedoch aus. Kurz nachdem Martin Gordon die Band 1979 verlassen hatte, gingen auch die übrigen Mitglieder getrennte Wege.

## Diskografie

### Alben
- 1977 Songs for Swinging Lovers
- 1978 The Holiday Album
- 1990 Somewhere There’s a Place For Us
- 2008 Something for the Weekend – live in 1977/1978